# Михня II Турок (Таркитул)
Михня II Турок (Турчитул) (рум. Mihnea II Turcitul; 1564—1601) — господарь Валахии из династии Басарабов-Дракулешти (1577—1583, 1585—1591). Единственный сын валашского господаря Александра II Мирчи (1568—1574, 1574—1577) и Екатерины Сальварессо (ум. 1590).

## Биография
Михня воспитывался в Стамбуле, где принял ислам и получил имя Мехмед-бей. В сентябре 1577 года после смерти своего отца, валашского господаря Александра Мирчи, Михня Турок был провозглашен Портой новым господарем Валахии. В первый раз находился у власти шесть лет. Боролся с боярской оппозицией и пробовал наладить контакты с православным духовенством. В июле 1583 года валашский господарь Михня Турок был отстранен от престола, который при поддержке турок занял Петру III Серьга, сын Пэтрашку I Доброго. В 1583—1585 годах Михня Турок проживал в турецких владениях в Северной Африке.
В апреле 1585 года Михня Турок был вторично назначен Портой господарем Валахии. Во второй раз занимал престол шесть лет. В мае 1591 года Михня Турок был отстранен от власти и уехал в Турцию, где был назначен санджак-беем Никополя.
Его единственный сын Раду Михня (1586—1626) был господарем Валахии (1601—1602, 1611, 1611—1616, 1620—1623) и Молдавии (1616—1619, 1623—1626).